# Rio Marina
Rio Marina is een gemeente op het eiland Elba, behoend tot de Italiaanse provincie Livorno (regio Toscane), en telt 2160 inwoners (31-12-2004). De oppervlakte bedraagt 19,5 km², de bevolkingsdichtheid is 111 inwoners per km².
De volgende frazioni maken deel uit van de gemeente: Cavo.

## Demografie
Rio Marina telt ongeveer 1096 huishoudens. Het aantal inwoners steeg in de periode 1991-2001 met 5,2% volgens cijfers uit de tienjaarlijkse volkstellingen van ISTAT.
| Jaar | Inwoneraantal |
| ---- | ------------- |
| 1991 | 2043          |
| 2001 | 2150          |

## Geografie
De gemeente ligt op ongeveer 10 meter boven zeeniveau.
Rio Marina grenst aan de volgende gemeenten: Porto Azzurro, Rio nell'Elba.